# The Suburbs
| Recensione                 | Giudizio |
| -------------------------- | -------- |
| AllMusic                   |          |
| The A.V. Club              | A-       |
| The Guardian               |          |
| NME                        |          |
| Entertainment Weekly       | A-       |
| Pitchfork                  | 8.6/10   |
| The Independent            |          |
| MSN Music (Expert Witness) | A-       |
| Rolling Stone              |          |
| Spin                       | 9/10     |
| Ondarock                   | 6/10     |

The Suburbs è il terzo album della band indie rock canadese Arcade Fire, pubblicato nel 2010.

## Il disco
Uscito in tutto il mondo il 2 agosto del 2010, l'album conquista la prima posizione degli album più venduti in Belgio, Portogallo, Regno Unito, Irlanda, USA, Norvegia e Canada.
L'album ha ispirato un cortometraggio di 28 minuti Scenes from the Suburbs ("Scene di periferia") scritto da Spike Jonze (anche regista) e dagli stessi fratelli Butler. A partire dal 27 giugno 2011 è stato reso disponibile in streaming gratuito sul sito MUBI.
Ha raggiunto l'undicesima posizione tra i migliori album del 2010 secondo Pitchfork.
Nel 2011 ha ottenuto il Grammy come Album dell'anno,

## Tracce

### Edizione originale
1. The Suburbs - 5:14
2. Ready to Start - 4:15
3. Modern Man - 4:39
4. Rococo - 3:56
5. Empty Room - 2:51
6. City with No Children - 3:11
7. Half Light I - 4:13
8. Half Light II (No Celebration) - 4:25
9. Suburban War - 4:45
10. Month of May - 3:50
11. Wasted Hours - 3:20
12. Deep Blue - 4:28
13. We Used to Wait - 5:01
14. Sprawl I (Flatland) - 2:54
15. Sprawl II (Mountains Beyond Mountains) - 5:25
16. The Suburbs (Continued) - 1:27

### Edizione estesa 2011
1. Culture War - 5:14

## Singoli
- The Suburbs
- Month of May
- We Used to Wait
- Ready to Start
- City with No Children

## Formazione
- Win Butler - chitarra, voce, basso, tastiere
- Régine Chassagne - tastiere, voce, cori, xilofono, percussioni
- Richard Reed Parry - chitarra, percussioni, cori, tastiere
- Tim Kingsbury - basso, cori, chitarra
- Will Butler - percussioni, chitarra, basso, cori
- Sarah Neufeld - violino, cori
- Jeremy Gara - percussioni, chitarra, cori